# ناحية مركز طرطوس
ناحية مركز طرطوس إحدى نواحي سوريا تتبع إداريّاً لمحافظة طرطوس منطقة طرطوس ومركزها مدينة طرطوس، بلغ تعداد سكان الناحية 162,980 نسمة حسب التعداد السكاني لعام 2004.

## مدن وبلدات وقرى ناحية مركز طرطوس
بدرية، بحوى، بكرية، بيت باسط، بيت عليان، بيت الجبل، بيت الخطيب، بيت إسماعيل (محرك تحتاني)، بيت كمونة، بيت شيحان، بزاق، بيلة، بسماقة، بملكة، دحباش، ضهر الشرفة، ضهر رجب، دوير الشيخ سعد، عنابية، اسقبولة، حاموش سرسكي، حكر معبرية (محرك فوقاني)، الهيشة، جديتة، جديدة البحر، جوبي، كفران (غفران)، خربة الفرس، خربة الريح، الخريبات، مجدلون البحر، مكشيفاني، مرسحين، المطاهرية، مازوغة (منهل)، النقيب (قيب)، العوينية، القطلب، سجنو (فرج)، شباط، الشيخ سعد، طرطوس، تيشور، الواسطات، خربة المعزة، يحمور، كرم بيرم، ساعين غربية.